# Condado de Phelps (Nebraska)

O Condado de Phelps é um dos 93 condados do estado norte-americano de Nebraska. A sede do condado é Holdrege, que é também a sua maior cidade. O condado tem uma área de 1401 km² (dos quais 3 km² estão cobertos por água), uma população de 9747 habitantes, e uma densidade populacional de 6,9 hab/km² (segundo o censo nacional de 2000). O condado foi fundado em 1873 e o seu nome é uma homenagem a William Phelps, antigo colonizador da área.